# (S)-coclaurina-N-metiltransferasi
La (S)-coclaurina-N-metiltransferasi è un enzima appartenente alla classe delle transferasi, che catalizza la seguente reazione:
S-adenosil-L-metionina + (S)-coclaurina ⇄ S-adenosil-L-omocisteina + (S)-N-metilcoclaurina
L'enzima è specifico per l'isomero (S) della coclaurina. Anche la norcoclaurina può agire come accettore. 